# Avenida Giovanni Gronchi
A Avenida Giovanni Gronchi é uma importante via da cidade de São Paulo. Ela é o principal eixo de circulação dos distritos do Morumbi, de Vila Andrade e de Vila Sônia, ligando-os também à região de Campo Limpo. É uma via com trechos predominantemente comerciais, intercalados com trechos residenciais.
Nesta avenida estão localizados o Shopping Jardim Sul e o Morumbi Town Shopping.
A avenida ganhou o nome do ex-presidente italiano que visitou o Brasil em 1958. A homenagem, promulgada pela Câmara Municipal de São  Paulo em 1963, foi feita em desrespeito a uma determinação, em vigor até os dias atuais, que proíbe que pessoas vivas sejam homenageadas em logradouros públicos (Gronchi veio a falecer em 1978, aos 91 anos).
O Estádio Cícero Pompeu de Toledo (Morumbis), importante ponto turístico e esportivo da cidade, está localizado na Praça Roberto Gomes Pedrosa, que é cortada por esta avenida. O trecho final da via, entre as avenidas Carlos Caldeira Filho e João Dias, é cortado pela Linha 5-Lilás do Metrô de São Paulo, sendo que a mesma conta uma estação com o nome da avenida em suas proximidades.